# تسی
تسی (به لاتین: Təsi) یک منطقهٔ مسکونی در جمهوری آذربایجان است که در شهرستان قوبوستان واقع شده‌است.

## خصوصیات
تسی ۳۸۶ نفر جمعیت دارد.